# Jungledyret Hugo (tv-serie)
 For alternative betydninger, se Jungledyret Hugo (flertydig). (Se også artikler, som begynder med Jungledyret Hugo)
Jungledyret Hugo er en dansk tegnefilmserie fra 2003-2004, der er baseret på Flemming Quist Møllers børnebøger. Serien består af 13 afsnit på 24 minutter, der blev sendt fra 4. oktober 2003 på TV 2. Den er produceret af A. Film i samarbejde med The Ocean Group Canada og Egmont Imagination
Serien er en fortsættelse af tegnefilmene Jungledyret (1993) og Jungledyret Hugo 2 - den store filmhelt (1996), mens Jungledyret Hugo 3 - fræk, flabet og fri (2007) fortæller, hvad der skete bagefter.

## Handling
Jungledyret Hugo og hans bedste veninde, rævepige Rita, leder efter et nyt hjem. De har en masse eventyr på deres rejse fra stranden over havet, gennem Afrika, junglen, menneskenes verden, bjergene og til Nordpolen. De fleste historier foregår dog i Danmark. De bliver hele tiden jagtet af paparazzier, gangstere, dyreforskere og en general fra Hugos hjemland, der påstår at Hugo tilhører ham. Men Hugo og Rita møder også Hugos gamle ven Dellekaj, der ender med at skaffe dem et sikkert hjem på en ø.

## Afsnit
1. Sydover
2. Kidnappet
3. Barneleg
4. Milliardærens legetøj
5. Jungleånden
6. Jungle Ballade
7. Frikadellemytteriet
8. Baby Hugo
9. Klovne på farten
10. Nordpå
11. Trolderi
12. Nordlys
13. Videnskabens fange